# Harry Carney
Harry Carney (1. dubna 1910 – 8. října 1974) byl americký jazzový saxofonista a klarinetista, dlouholetý člen orchestru Duka Ellingtona, v němž strávil přes čtyřicet let.

## Život
Narodil se v Bostonu v americkém státě Massachusetts a hudbě se začal věnovat ve svých šesti letech, kdy začal hrát na klavír. Ve třinácti přešel ke klarinetu a o rok později k altsaxofonu. Vyrůstal nedaleko dalšího saxofonisty, o čtyři roky staršího Johnnyho Hodgese. Svou kariéru zahájil koncem dvacátých let, kdy hrál s různými hudebníky po newyorských klubech. Roku 1927 se stal členem orchestru kapelníka Duka Ellingtona, kde se opět setkal s Hodgesem. Carney ve skupině zůstal až do Ellingtonovy smrti v květnu 1974. Carney následně prohlásil: „Tohle je nejhorší den mého života. Bez Duka nemám pro co žít.“ On sám zemřel čtyři měsíce poté.
Byl uznávaným hráčem na barytonsaxofon. Charakterizoval jej drsný tón a brilantní technika v celém rozsahu nástroje.